# کلینتون (میزوری)
کلینتون (به انگلیسی: Clinton) یک شهر در ایالات متحده آمریکا است که در شهرستان هنری، میزوری واقع شده‌است. کلینتون ۲۳٫۹۸ کیلومتر مربع مساحت و ۹٬۰۰۸ نفر جمعیت دارد و ۲۴۵ متر بالاتر از سطح دریا واقع شده‌است.